# 798
798(칠백구십팔)은 797보다 크고 799보다 작은 자연수다.

## 수학
- 합성수로, 그 약수는 총 16개다. (1, 2, 3, 6, 7, 14, 19, 21, 38, 42, 57, 114, 133, 266, 399, 798)
  - 798의 진약수의 합은 1122이므로, 798은 과잉수다.
  - 제곱 인수가 없는 42번째 과잉수다. 이 성질을 지닌 앞의 수는 786, 다음 수는 822이다. (OEIS의 수열 A087248)

## 과학·기술
- NGC 798(독일어판, 프랑스어판): 삼각형자리 방향에 있는 타원은하.
- 798 루트(영어판): 소행성.
- 레밍턴 모델 798(영어판): 레밍턴 암스의 볼트 액션 소총.

## 교통
- 현도 제798호선

## 군사
- 798 해군 항공대(영어판): 과거 존재한 영국의 해군 항공대.

## 문화유산
- 대한민국의 보물 제798호: 화순 운주사 원형 다층석탑

## 기타
- 연도: 798년, 기원전 798년
- 798예술구: 중화인민공화국 베이징시 차오양구 다산쯔 지역에 위치한 예술 거리.